# Oderský most
Oderský most (německy Oderbrücke Frankfurt, polsky Most w Świecku nebo Most graniczny w Świecku) je mezinárodní dálniční železobetonový obloukový most. Překonává veletok Odra a německo-polskou státní hranici. Nachází se mezi německým městským obvodem Güldendorf města Frankfurt nad Odrou v Braniborsku a polským územím vesnice Świecko ve gmině Słubice v okrese Słubice v Lubušském vojvodství a Lubušsku.

## Historie a popis
Oderský most spojuje německou a polskou dálniční síť – dálnici A 12 a dálnici A 2. Stavba mostu, jako pokračování německého silničního spojení do Poznaně, byla započata v roce 1953 a do roku 1957 byly postaveny základy dvou nosných konstrukcí a jižní nosná konstrukce se železobetonovým obloukovým mostem s jedním jízdním pruhem pro každý směr přes německo-polskou hranici. Mezinárodní smlouva mezi Německem a Polskem vytvořila právní základ pro obnovení a rozšíření stavebních prací v dubnu 1993. Stavební zakázku získalo německo-polské konsorcium. Nová severní nosná konstrukce byla dokončena v roce 1995. Poté byla přestavěna a rozsáhle opravena jižní nosná konstrukce. Dne 4. prosince 1997, za účasti německého kancléře Helmuta Kohla a polského premiéra Jerzy Buzka, byla stavba zprovozněna. Správu mostu provádí Německo.

### Rozměry mostu
Most má celkovou délku 558,77 m a 7 polí o délkách 53,40 m, 55,80 m, 60,50 m, 68,00 m, 82,30 m, 68,00 m a 62,00 m.

## Další informace
Most je celoročně volně přístupný.[zdroj?]

## Galerie

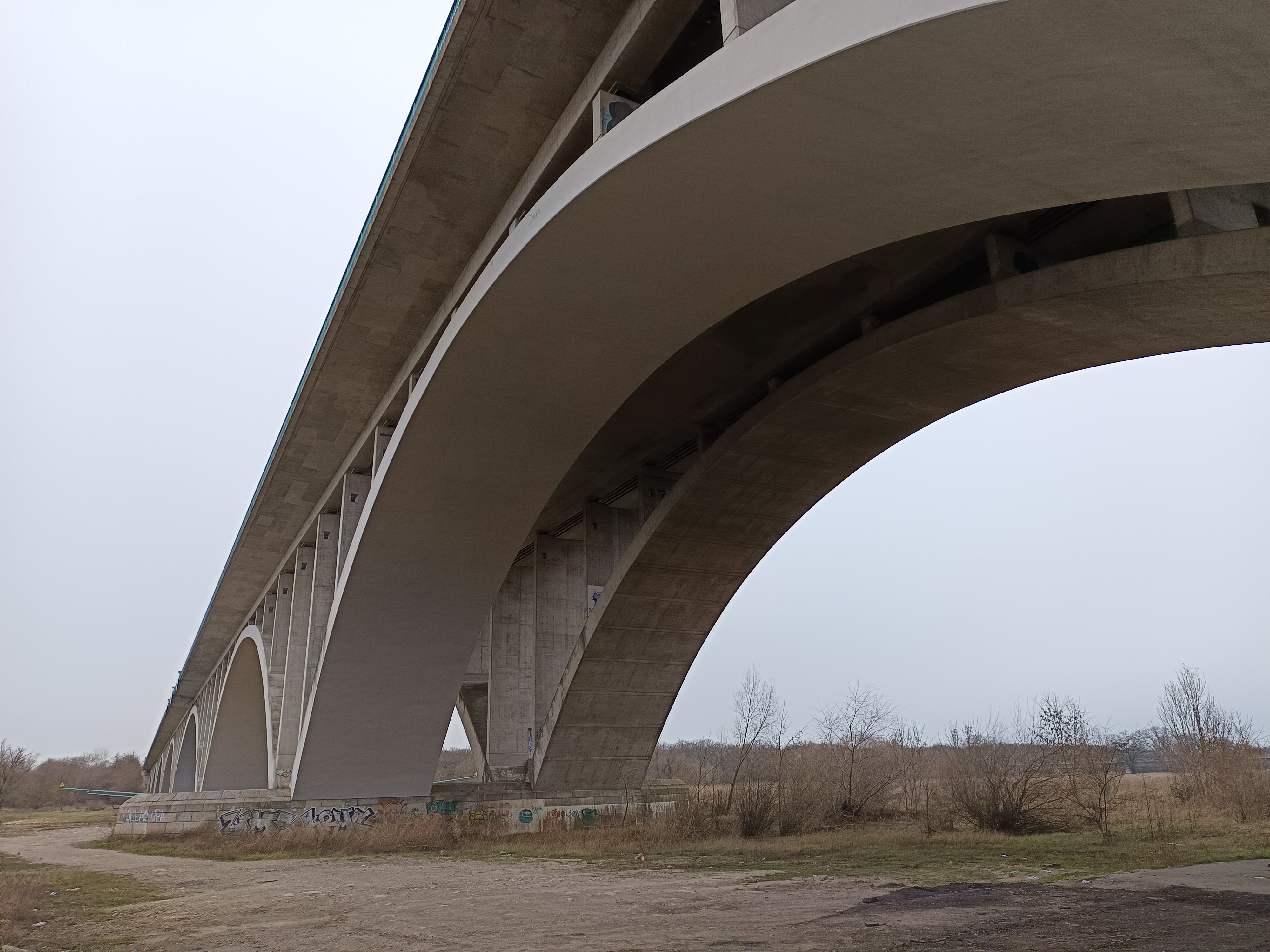
Pohled na most z polské strany (leden 2025)
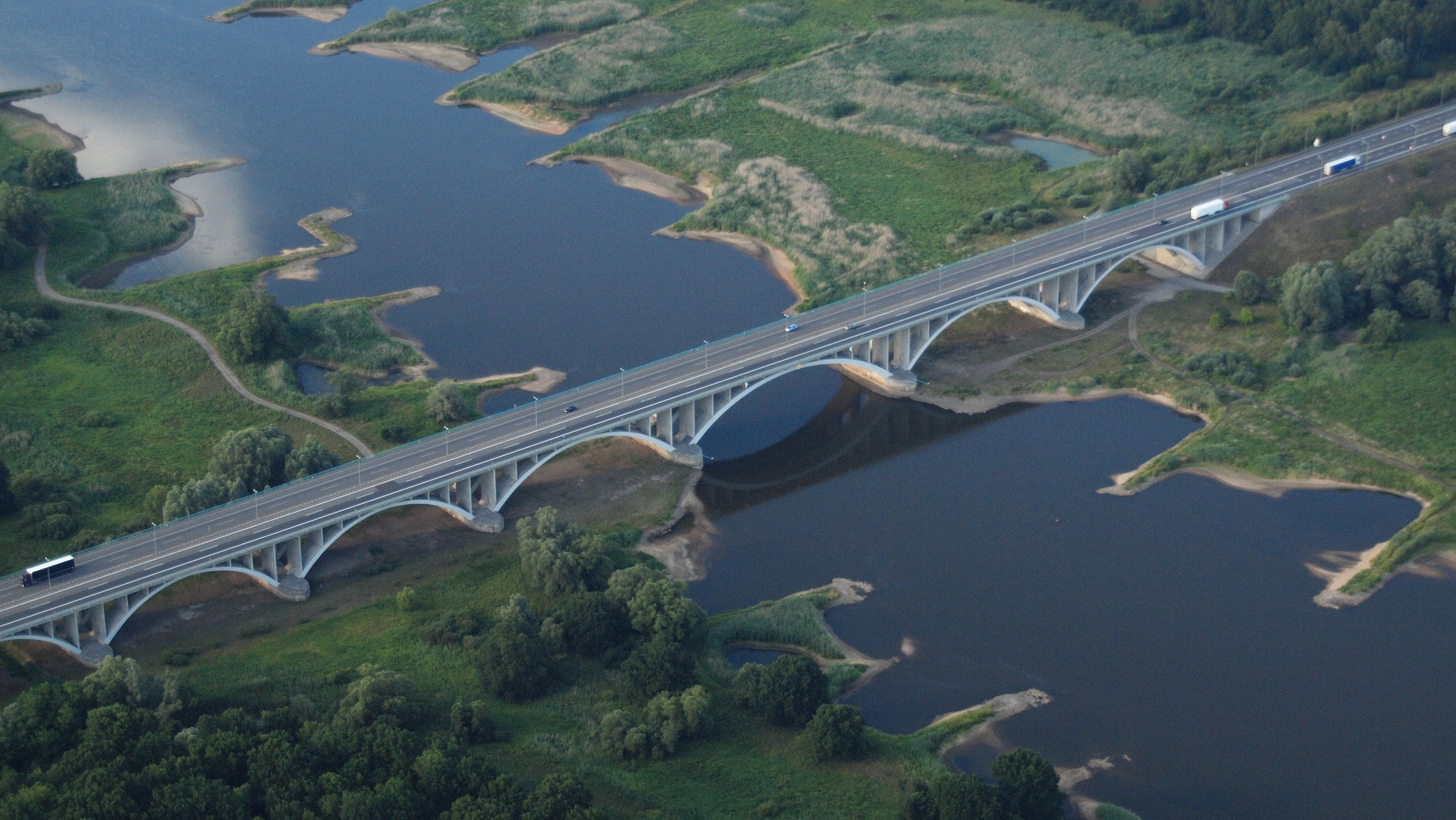
Letecký pohled na Most
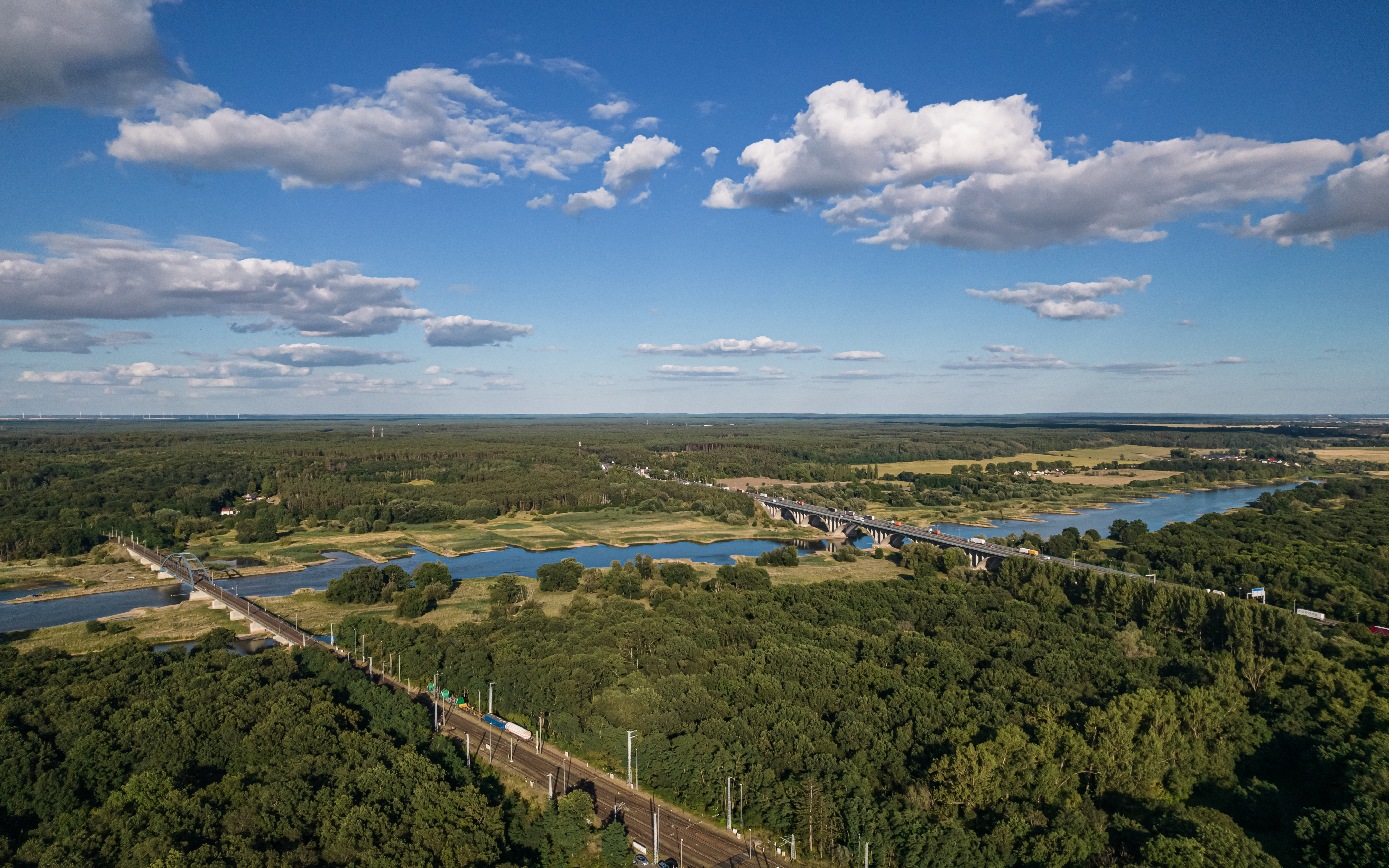
Pohled na Dálniční most a železniční most